# Jakub Fontana
Jakub Fontana (ur. 1710 w Szczuczynie, zm. 13 kwietnia 1773 w Warszawie) – polski budowniczy i architekt pochodzenia włoskiego, przedstawiciel baroku i klasycyzmu, nadworny architekt królów Polski, podpułkownik a następnie pułkownik Armii Koronnej, syn Józefa, brat Jana Kantego i Józefa.
W jego realizacjach widoczne są wpływy saskiego baroku, francuskiego rokoka i wczesnego klasycyzmu.

## Życiorys
Jakub Fontana urodził się jako najstarszy syn Józefa Fontany (zm. 1741) i jego małżonki Barbary z Kellerów. Pierwsze kroki w zawodzie stawiał pod kierunkiem ojca jako jego pomocnik, a potem także współpracownik. Został wysłany za granicę, w latach 1732-1736, gdzie zapoznał się z najwybitniejszymi dziełami Włoch (północnych Włoch i Rzymu) i Francji (Paryż), mógł poznać aktualne kierunki i tendencje w architekturze, przywieźć wzorniki z których już do końca życia czerpał natchnienie.
Okres młodzieńczy przypada na lata 1710-1743. Przypisywany jest mu udział w budowie wież kościoła pijarów w Łowiczu od 1729 roku. Jednak ze względu na swój młody wiek nie mógł być on ich autorem. Projekt fasady ostatnio został przypisany przez Olgierda Zagórskiego architektowi Kacprowi Bażance, dlatego po jego śmierci w 1726 roku do pracy zatrudniono dobrego fachowca Józefa Fontane w celu kontynuowania i ukończenia budowy. Jakub mógł wykonać szczegółowe rysunki wież i wprowadzić pewne korekty w zakresie detali. Wieże te reprezentują typ rozpowszechniony w Polsce w trzecim dziesięcioleciu XVIII wieku. Wystrój architektoniczny naw bocznych wykonanych w układzie filarowo-kolumnowym można przypisać Jakubowi, które wykonał po przyjeździe z zagranicy w 1737 roku. Natomiast we wcześniejszej budowie mógł być tylko pomocnikiem ojca.
Kolejną realizacją, w której wziął udział Jakub Fontana przy boku ojca jest kościół franciszkanów przy ulicy Zakroczymskiej w Warszawie, konsekrowany w 1737 roku. Budowa kościoła była przygotowana przez Jana Chrzciciela Ceroniego. W 1750 roku kościół otrzymał dopiero fasadę, która jest przypisywana Jakubowi Fontanie (fasada została przebudowana przez Józefa Borettiego w 1788). Po śmierci ojca Józefa w 1741 roku Jakub objął przedsiębiorstwo i wszystkie roboty. Dorobek młodzieńczy przedstawia się dość skromnie i silnie związany był z działalnością budowlaną ojca Józefa. Samodzielną pracę Fontana rozpocznie w 1737 roku po przyjeździe z podróży po północnych Włoszech i Rzymie oraz stolicy Francji i Wiednia.
Na okres dojrzały przypadają lata 1743-1763. Od 1742 roku marszałek wielki koronny Franciszek Bieliński zatrudnia Fontanę przy ważniejszych funkcjach publicznych i prywatnych. Ważne będzie wykonanie pomiarów pod kierunkiem Jakuba Fontany wszystkich nieruchomości miasta Warszawy celem wyznaczenia podatku łokciowego i uporządkowania stolicy.
Od 1743 roku wzrasta liczba zamówień i liczba zleceniodawców ze środowisk magnackich oraz klasztornych z Warszawy, jak i spoza niej. Jest autorem Collegium Nobilium (1743-54), szpitala św. Rocha, kościoła w Surażu.
Jakub Fontana zaliczany był do cenionych i nielicznych polskich architektów reprezentujących orientację francusko-włoską. Na lata pięćdziesiąte przypada szczytowy okres osiągnięć architekta. Rok 1750 jest punktem zwrotnym w karierze Jakuba kiedy to zostaje zatrudniony przez Branickiego do wykonania przebudowy jego pałacu w Białymstoku. W niedługim czasie został zatrudniony przez Eustachego Potockiego przy przebudowie rokokowego pałacu w Radzyniu Podlaskim, potem zatrudnili go Mniszchowie Lubomirscy oraz biskupi Załuscy. Z Fontaną współpracują tacy artyści jak: Jan Jerzy Plersch rzeźbiarz i Bogumił malarz, rzeźbiarz Jan Chryzostom Redler.
Konstytucją sejmową z 1761 r. został uwolniony od scartabellatui miał przyznane 14,000 fl. rocznej pensyi za dozór zamku królewskiego
Po wstąpieniu Stanisława Augusta Poniatowskiego na tron w 1764 r. zostaje mianowany pierwszym architektem króla, wybieranym do rozwiązania najpoważniejszych zadań artystycznych dotyczących Zamku oraz innych ważnych budowli państwowych. Wtedy to rozpoczyna się nowy styl w architekturze, klasycystyczny. Następnie w 1765 r. mianowany przez Króla Stanisława Augusta Poniatowskiego podpułkownikiem Wojsk Koronnych, a rok później pułkownikiem Wojsk Koronnych. 

## Dzieła
- współpraca przy budowie pałacu Pod Blachą
- przebudowa pałacu w Radzyniu Podlaskim (1750−1758)
- współpraca przy budowie pałacu ks. Sanguszków w Zasławiu
- przebudowa wnętrz Zamku Królewskiego w Warszawie (od 1751)
- budynek pijarskiego Collegium Nobilium w Warszawie (1743)
- przebudowa pałacu Małachowskich (1750)
- przebudowa pałacu w Otwocku Wielkim (1750–1760)
- kościół bernardynów w Górze Kalwarii (1755−1759)
- kamienica Prażmowskich w Warszawie w Warszawie
- współpraca przy budowie pałacu Paca-Radziwiłłów
- współpraca przy budowie pałacu Branickich przy ul. Miodowej w Warszawie
- gruntowna przebudowa pałacu Biskupów Krakowskich (1760-1762)
- schody w pałacu Branickich w Białymstoku
- fasada kościoła Świętego Krzyża w Warszawie (od 1753)
- przebudowa pałacu Lubomirskich w Opolu Lubelskim
- budynek Kościoła św. Jana Bożego w Warszawie
- ołtarz we wnętrzu bazyliki Katedralnej Wniebowzięcia NMP i św. Mikołaja w Łowiczu (1641−1647)
- projekt kościoła św. Marii Magdaleny w Sernikach

## Galeria

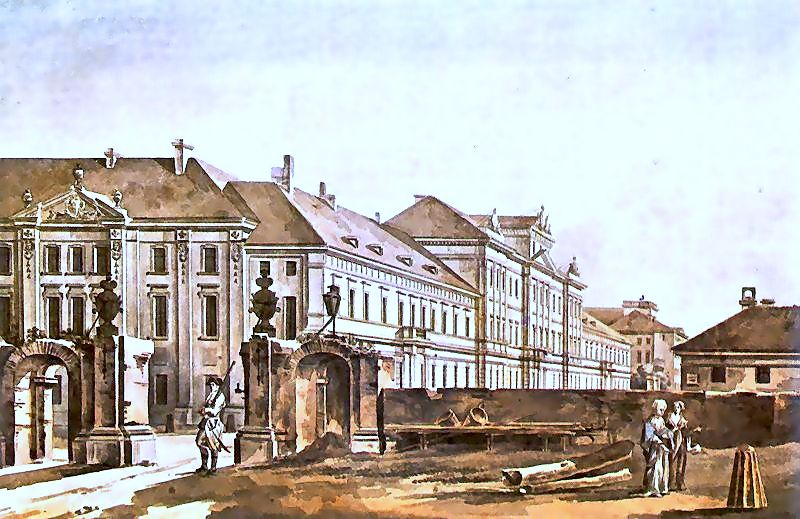
Collegium Nobilum w Warszawie
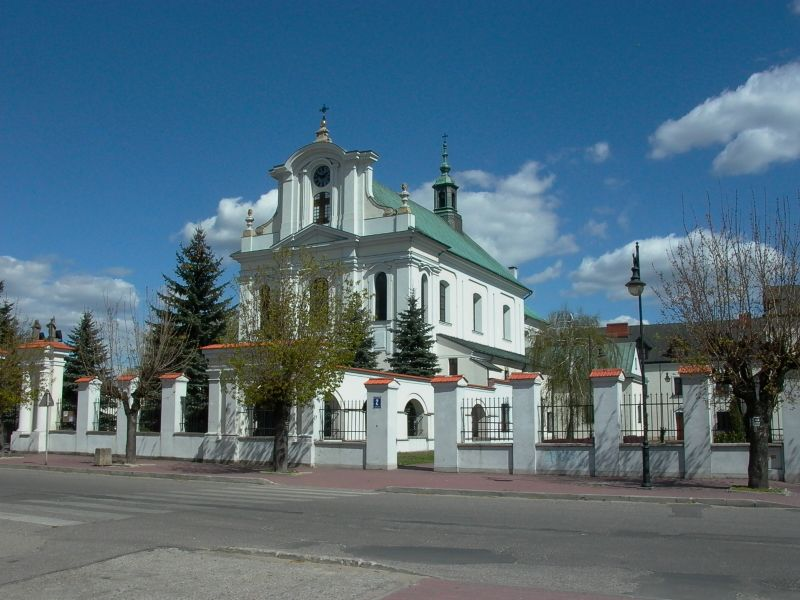
Kościół w Górze Kalwarii
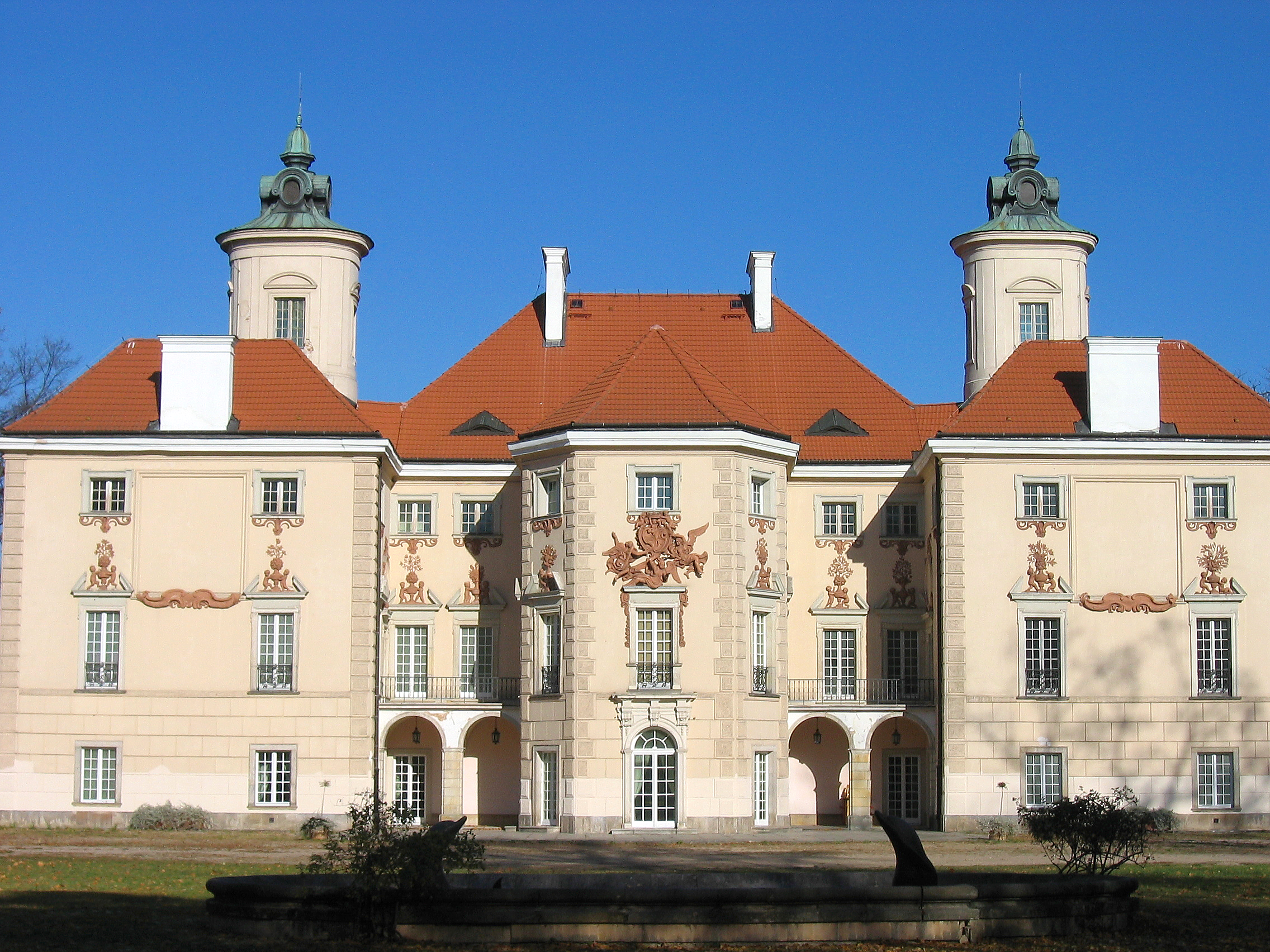
Pałac w Otwocku Wielkim
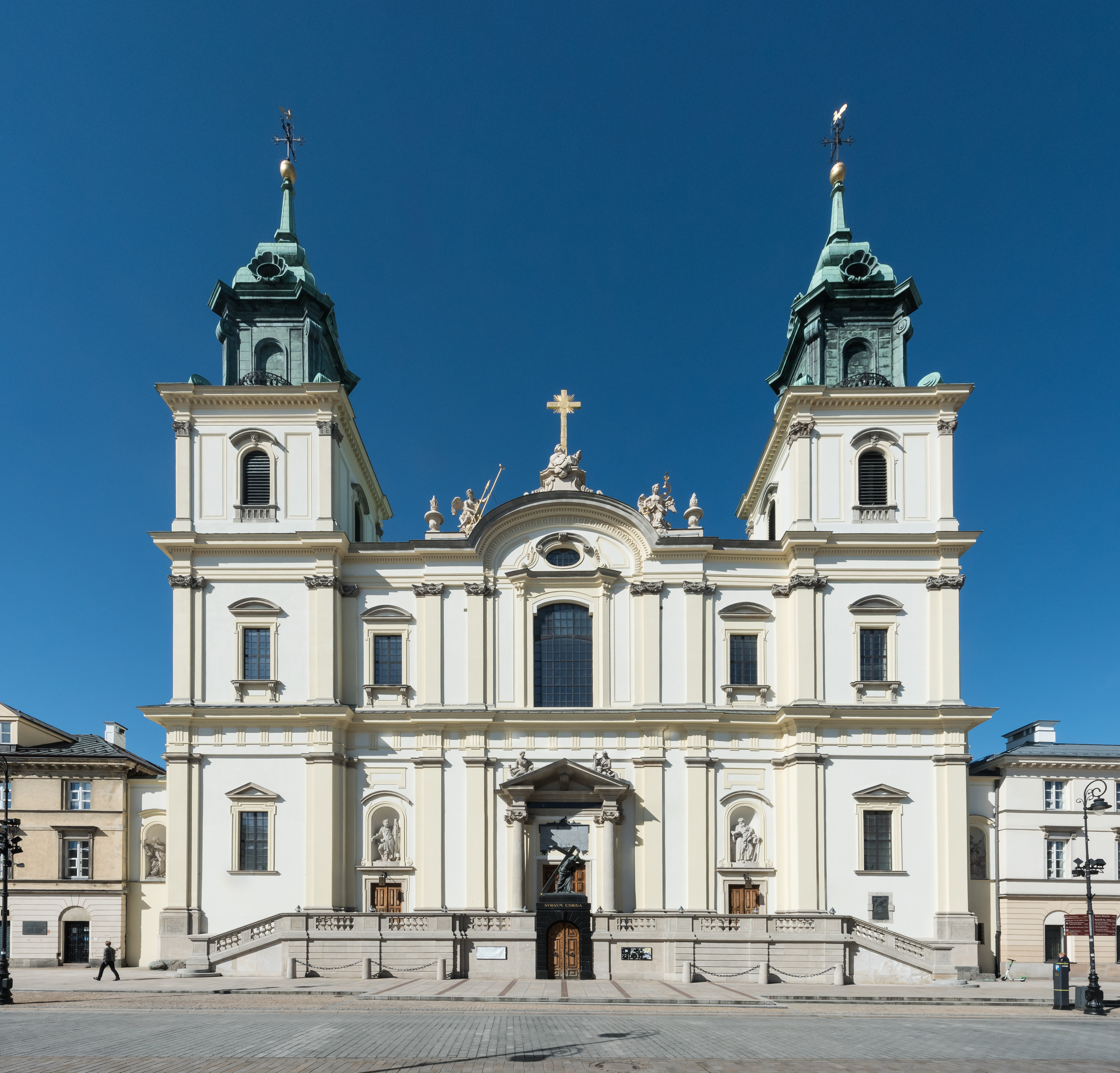
Kościół Świętego Krzyża w Warszawie

## Życie prywatne
Poślubił Magdalenę Bartsch vel Barszcz herbu własnego.
Nabył wraz z nią w 1765 r. od Grzybowskiej Chinów, Chinowską Wolę, Pikarty i Przekory, a w 1766 r. od Kicińskiego Potycz i Cieniaki. Połowę tych dóbr do niego należących sprzedał w 1773 r. Szymanowskiemu. W 1769 r. nabył Kręzel od Humieckiej. 
Umarł 1773 r., nie pozostawiwszy potomstwa, a wdowa po nim wyszła za Teodora Słomińskiego w 1777 r.